# Ефекторна клітина
Ефекторна клітина — це будь-який з різних типів клітин, який активно реагує на подразник і викликає певні зміни.
Приклади ефекторних клітин включають:
- М'яз, залоза або клітина органу, здатна реагувати на подразник на кінцевому кінці еферентного нервового волокна
- Плазматична клітина, ефекторна В-клітина в імунній системі
- Ефекторні Т-клітини, Т-клітини, які активно реагують на подразник
- Індуковані цитокінами клітини-кілери, цитотоксичні ефекторні клітини, здатні лізувати пухлинні клітини[1]
- Мікроглія, гліальна ефекторна клітина, яка відновлює центральну нервову систему після трансплантації кісткового мозку[2]
- Фібробласт, найпоширена клітина в сполучній тканині[3]
- Тучна клітина, первинна ефекторна клітина, яка бере участь у розвитку астми[4]

## Індуковані цитокінами клітини-кілери як ефекторні клітини
Як ефекторні клітини, індуковані цитокінами кілери (ІЦК) можуть розпізнавати інфіковані або злоякісні клітини, навіть коли антитіла та основний комплекс гістосумісності (ГКГС) відсутні. Це призводить до швидкої імунної реакції. ІЦК є важливим чинником імунітету, оскільки шкідливі клітини, які не містять ГКГС, не можуть бути відстежені та знищені іншими імунними клітинами. ІЦК інтенсивно вивчаються як можливий протираковий засіб та засіб проти вірусних інфекцій. ІЦК реагують на лімфокіни, викликають лізис пухлинних клітин, стійких до натуральних кілерів (NK-клітин) або до кілерів, активованих лімфокінами (LAK-клітин). ІЦК демонструють великий цитотоксичний потенціал щодо різних типів пухлин. Побічні ефекти ІЦК також вважаються дуже незначними. У декількох випадках лікування ІКЦ призводило до повного зникнення пухлин, тривалих періодів виживання та поліпшення якості життя, навіть якщо ракові пухлини були на запущених стадіях. На даний момент точний механізм розпізнавання пухлини ІЦК до кінця не вивчений.

## Фібробласти як ефекторні клітини
Фібробласт — це тип клітин, які утворюють позаклітинний матрикс і колаген. Фібробласти — найпоширеніші клітини сполучної тканини у тварин. Вони мають розгалужену цитоплазму, що оточує їхнє ядро, яка містить два або більше ядерця. Фібробласти відіграють ключову роль, реагуючи на пошкодження тканин. Вони ініціюють запалення в присутності сторонніх мікроорганізмів. Рецептори, знайдені на поверхні фібробластів, регулюють кровотворні клітини, запускають синтез хемокінів і забезпечують шлях, який дозволяє імунним клітинам регулювати самі фібробласти. Фібробласти також відомі як медіатори пухлин. Вони пригнічують пухлинний процес через запальну реакцію.

## Мікроглія як ефекторні клітини
Мікроглія розташована по всьому головному та спинному мозку. Вона є першою лінією імунного захисту в ЦНС. Мікроглія має найважливіше значення для підтримки головного мозку. Її постійно знаходять у ЦНС навколо будь-якого типу бляшок, пошкоджених нейронів та інфекційних вогнищ. Мікроглія — надзвичайно чутлива форма ефекторних клітин, оскільки вона повинна бути постійно насторожі, щоб усунути можливі небезпечні для життя пошкодження. Ця чутливість зумовлена унікальними формами калієвих каналів. Мікроглія завжди повинна бути здатна розпізнавати будь-які сторонні тіла, поглинати їх і активувати Т-клітини. Мікроглію можна виявити у різних формах та розмірах залежно від місця їх знаходження. Велика кількість форм потрібна для того, щоб мікроглія виконувала свою основну функцію. Мікроглію можна відрізнити від макрофагів завдяки її здатності трансформуватися, що дозволяє їй захищати ЦНС за відносно короткий проміжок часу. Мікроглія приймає унікальний фенотип при дії місцевих хімічних сигналів. Мікроглія має безліч різних функцій, необхідних для підтримки гомеостазу в організмі.

## Тучні клітини як ефекторні клітини
Тучні клітини — це білі кров'яні тільця. Вони є захисними клітинами, які беруть участь у загоєнні ран та у гематоенцефалічній бар'єрній функції. Тучні клітини дуже схожі на базофіли, раніше їх вважали одним і теж. Зараз доведено, що вони мають різне походження. Тучні клітини реагують на патогенних паразитів за допомогою імуноглобіну Е. Ці клітини відіграють певну роль у запальному процесі. Зі своїх гранул вони можуть швидко виділяти певні кількості прозапальних сполук. Тучні клітини неактивні під час алергічних реакцій, якщо алерген не зв'язується з імуноглобіном Е.